# Aulostomidae
Trompetvissen (Aulostomidae) zijn een familie van vissen met een zeer dun en langwerpig lichaam. Ze zijn verwant aan de zeepaardjes en zeenaalden. Er zijn slechts 3 soorten ontdekt, die verspreid zijn over het Caribisch Gebied en de Indische Oceaan.
Trompetvissen lijken op zeenaalden; ze zijn niet beweeglijk maar stijf, ze hebben zeer kleine vinnen achteraan het lichaam die echter snel worden bewogen. Net als zeepaardjes en -naalden zijn de trompetvissen goed gecamoufleerd, ze wiegen met de kop naar beneden mee met plantenbladeren of andere onderwaterobjecten en zijn dan nagenoeg onzichtbaar. De kleuren kunnen binnen de soort sterk verschillen, van geel naar blauw of bruinachtig en van egaal tot met een fijne bandering. Trompetvissen worden maximaal 80 centimeter lang maar blijven gemiddeld rond de 50–60 cm.
Trompetvissen loeren bewegingsloos op hun prooi, als deze te dichtbij komt hapt de trompetvis toe. Alle drie de soorten leven van andere vissen, maar vooral op kardinaalbaarzen. Deze worden met de lange buisvormige bek naar binnen gezogen.

## Geslacht
- Aulostomus Lacépède, 1803

## Galerij

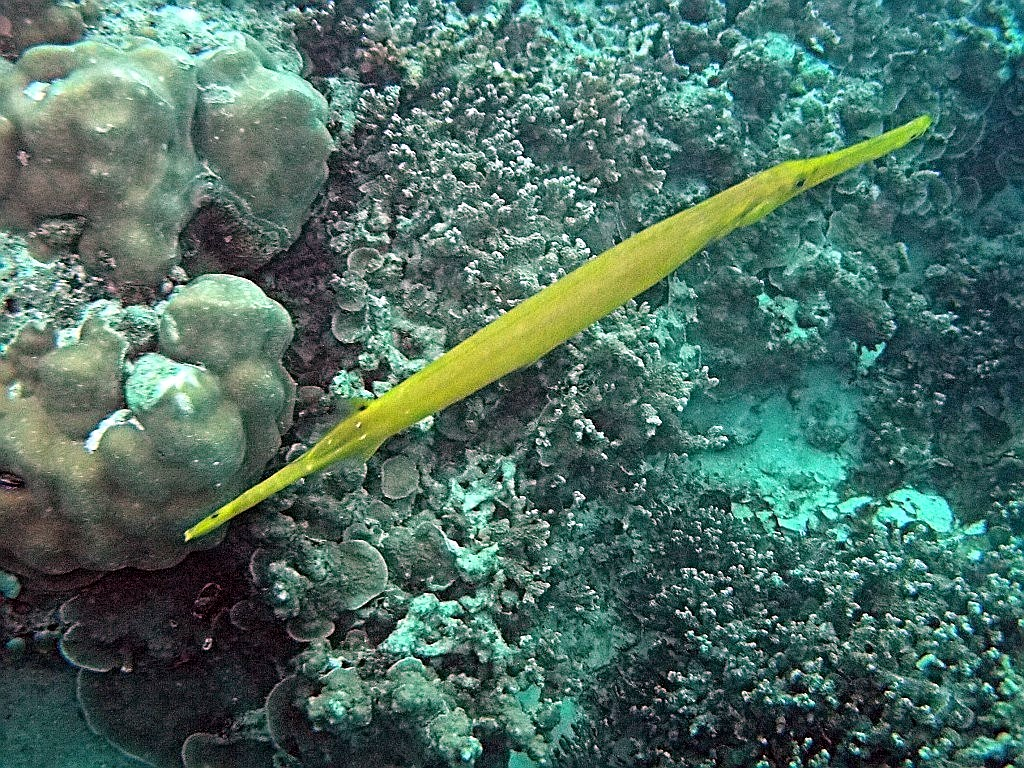
Aulostomus chinensis
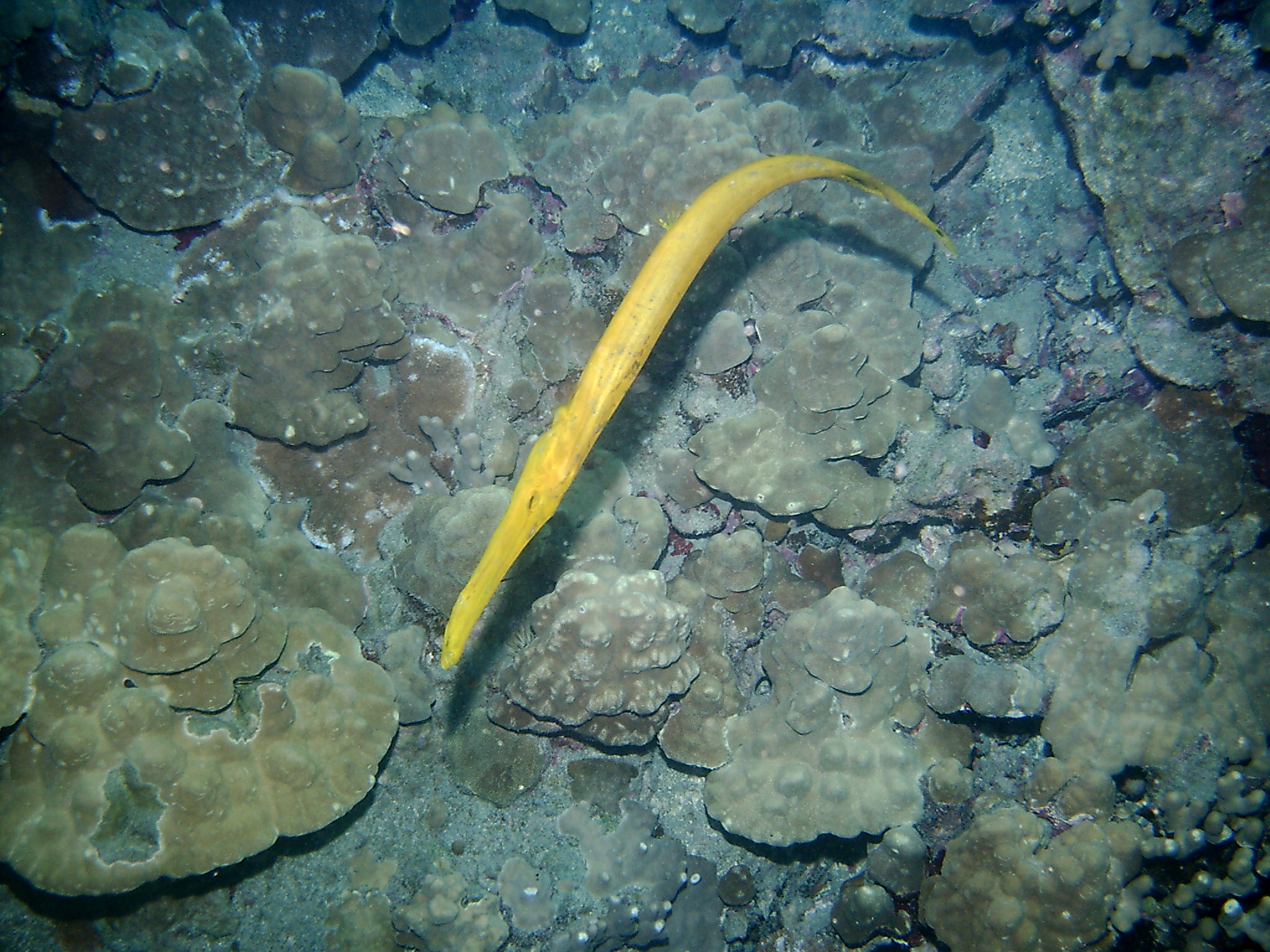
Aulostomus maculatus (gele vorm)
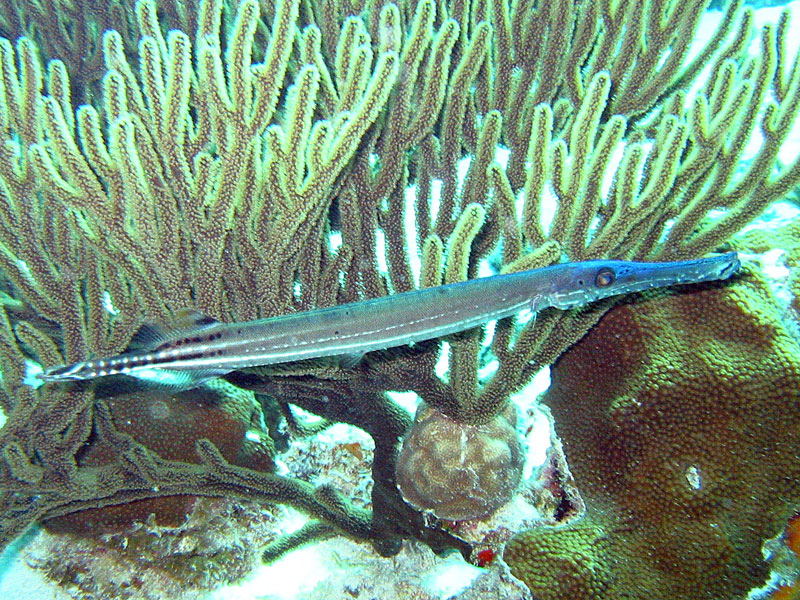
Aulostomus maculatus (blauwe vorm)